# Robert Land (Ingenieur)
Robert Land (* 21. Juli 1857 in Althammer; † Ende Juni 1899 in Kamaran, Osmanisches Reich) war ein deutscher Bauingenieur.

## Leben
Land studierte nach dem Abitur in Görlitz 1876 Bauingenieurwesen an der TH Dresden mit dem Abschluss 1880. Zu seinen Lehrern zählte dort Christian Otto Mohr. Er arbeitete zunächst für die Berliner Stadtbahn, war 1883 wieder an der TH Dresden um die Lehrerprüfung abzulegen und 1883 bis 1888 war er am Reichsinstitut für Wasserbau in Elsaß-Lothringen. 1888 unterrichtete er Mathematik an der Technikerschule in Chemnitz und 1890 wurde er Professor an der Ingenieursschule in Istanbul.
1887 fand er unabhängig von Enrico Betti den Satz von Betti (1872) und entwickelte danach 1887/88 eine kinematische Theorie von Rahmentragwerken, die diese als eine Art Maschine auffasst.

## Schriften
- Über die statische und geometrische Bestimmtheit der Träger, insbesondere der Fachwerkträger (Zugleich ein Beitrag zur Kinematik der Stabwerke). In: Zentralblatt der Bauverwaltung, Band 7, 1887, S. 363–370
- Uber die Gegenseitigkeit elastischer Formänderungen als Grundlage einer allgemeinen Darstellung der Einflusslinien aller Trägerarten, sowie einer allgemeinen Theorie der Träger überhaupt. In: Wochenblatt für Baukunde, 1887, S. 14–16, 24–25, 33–35
- Kinematische Theorie der statisch bestimmten Träger. In: Schweizerische Bauzeitung, Band 21, 1887, S. 157–160
- Kinematische Theorie der statisch bestimmten Träger. In: Österreichische Ingenieur- und Architekten-Zeitschrift, Band 40, 1888, S. 11–39, 162–181
- Beitrag zur Ermittlung der Biegungslinien ebener elastischer Gebilde. In: Zeitschrift des Österreichischen Architekten- und Ingenieurvereins, Band 41, 1889, S. 157–161